# 로흘란

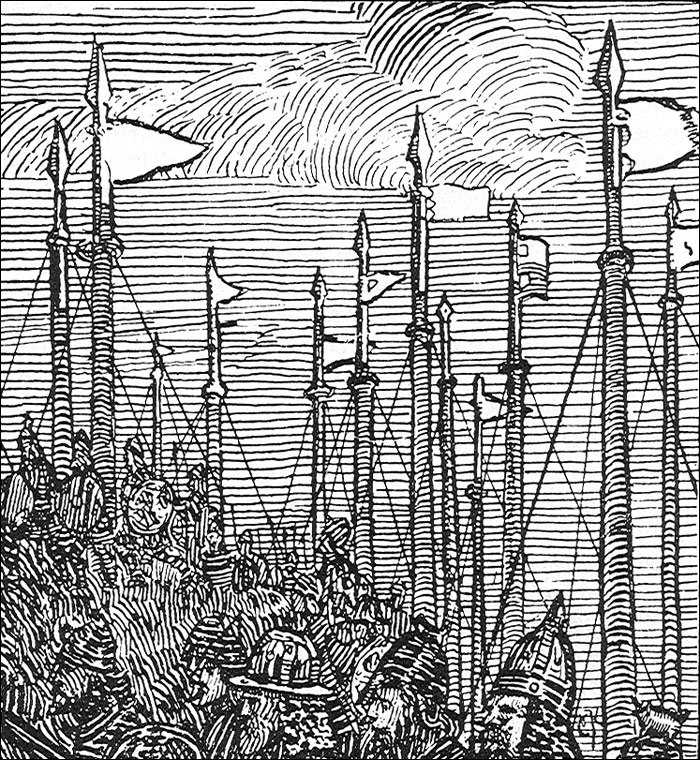

로흘란(아일랜드어: Lochlann [ˈl̪ˠɔxl̪ˠan̪ˠ])은 게일어군 언어들에서 스칸디나비아, 보다 좁게는 노르웨이를 가리키는 말이다. 웨일스어의 러흘린(웨일스어: Llychlyn [ˈɬəχlɨn])과 계통이 같다. 어느 쪽이나 “호소의 땅”이라는 뜻이다.
고전 게일어 시대의 문헌들에는 Laithlind 또는 Lothlend 으로 표기되었다.  아일랜드어에서 형용명사 Lochlannach 로흘러너흐[ˈl̪ˠɔxl̪ˠən̪ˠəx]→로흘란에 속한 자)는 약탈자(raider), 또는 좁은 의미로 바이킹을 의미한다.

## 같이 보기
- 둡갈과 핑갈